# Great Orme
O Great Orme (em galês:  Y Gogarth ou Pen y Gogarth) é um proeminente promontório calcário sobre o norte da costa do país de Gales, próximo da cidade de Llandudno.
Ele é conhecido como Cyngreawdr Fynydd em um poema do século XII do poeta Gwalchmai ap Meilyr. O seu nome em inglês provém do viquingue (nórdico antigo) semelhante a palavra para serpente do mar.

## Etimologia

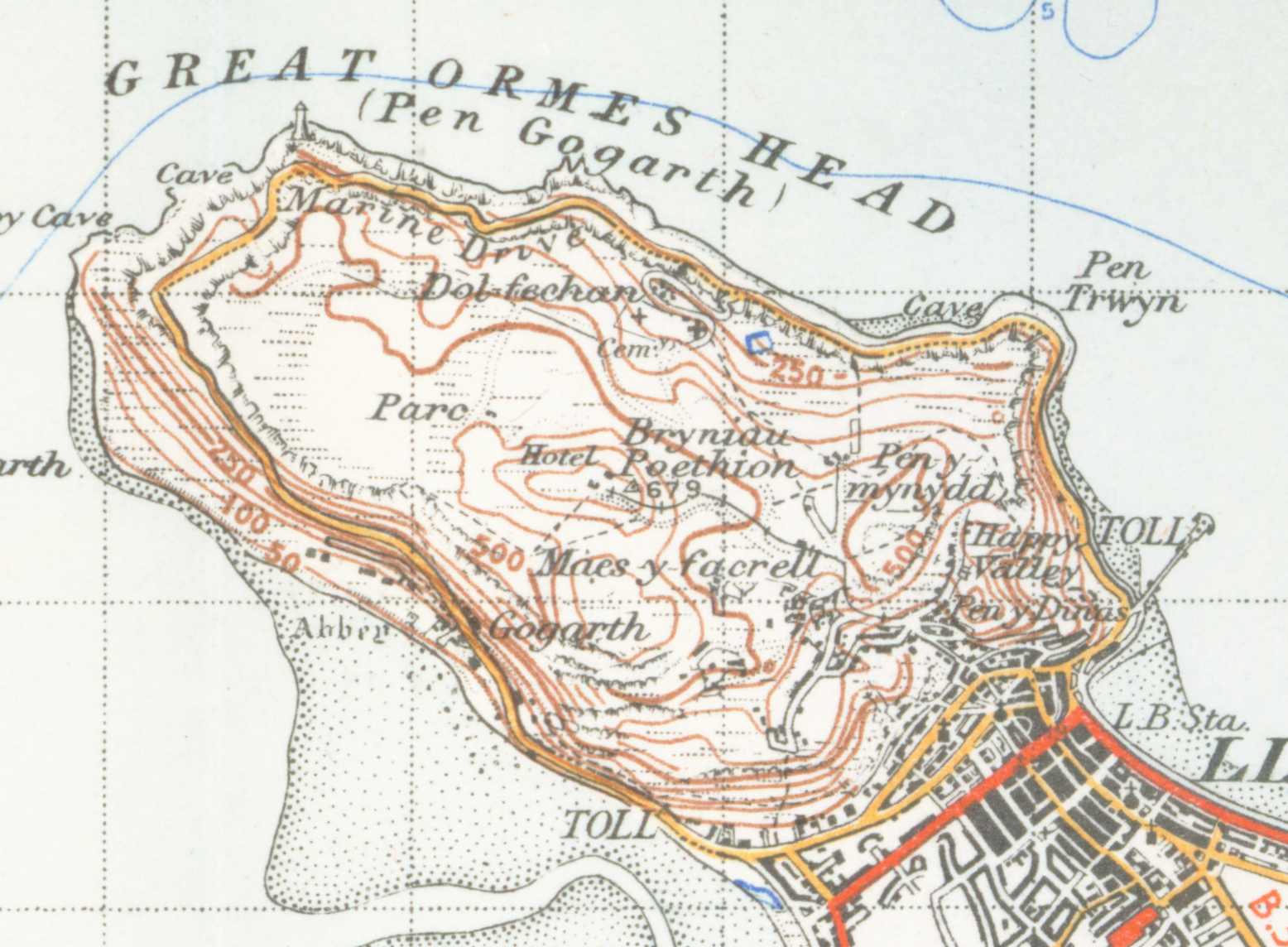
Um mapa de Great Orme datado de 1947

Tanto o Great Orme e o Little Orme foram etimologicamente ligados as palavras do Norueguês Antigo urm ou orm que significa serpente do mar (a palavra inglesa worm é transliterada a partir do mesmo termo). O Great Orme seria a cabeça, com o seu corpo sendo a terra entre o Great Orme e o Little Orme. Embora os viquingues não tenham deixado textos escritos de sua estada no Norte do país de Gales, certamente, eles invadiram a área, apesar de aparentemente, não ser encontrado nenhum colonato, ao contrário da Península de Wirral.
Apesar de não haver uma teoria para a origem do nome "Orme", a palavra não foi comumente usado até depois da criação do resort Vitoriano de Llandudno em meados do século XIX. Antes disso, nomes galeses eram predominantemente usados localmente e na cartografia. Toda a península em que Llandudno foi construída era conhecida como Creuddyn (nome medieval do cwmwd – uma divisão histórica de terras no país de Gales).

## Geologia e história natural

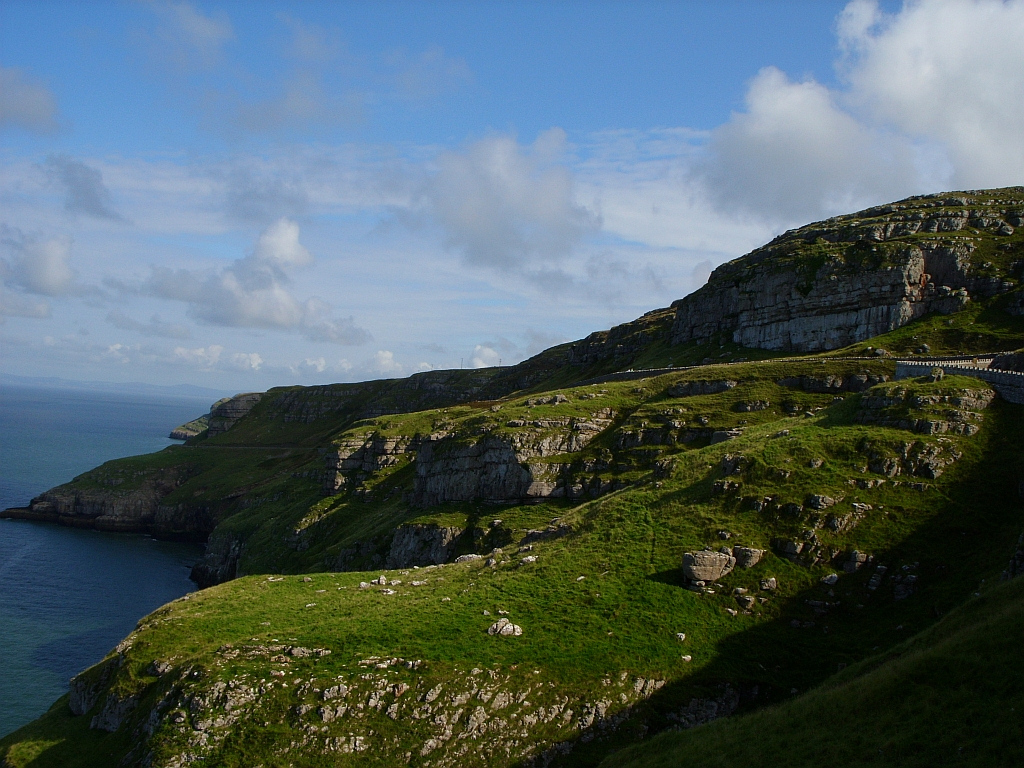
Vista do Great Orme a partir do antigo farol

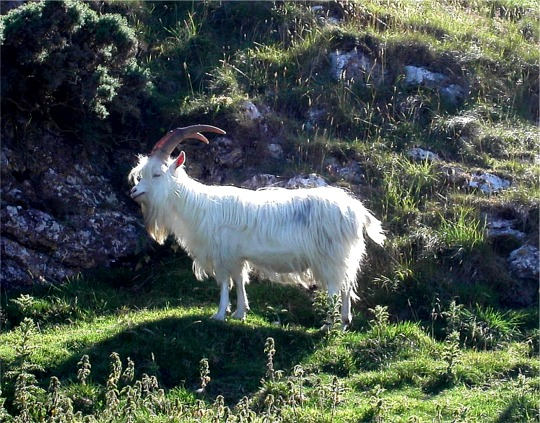
Uma cabra-da-caxemira pastando nas encostas do Great Orme.

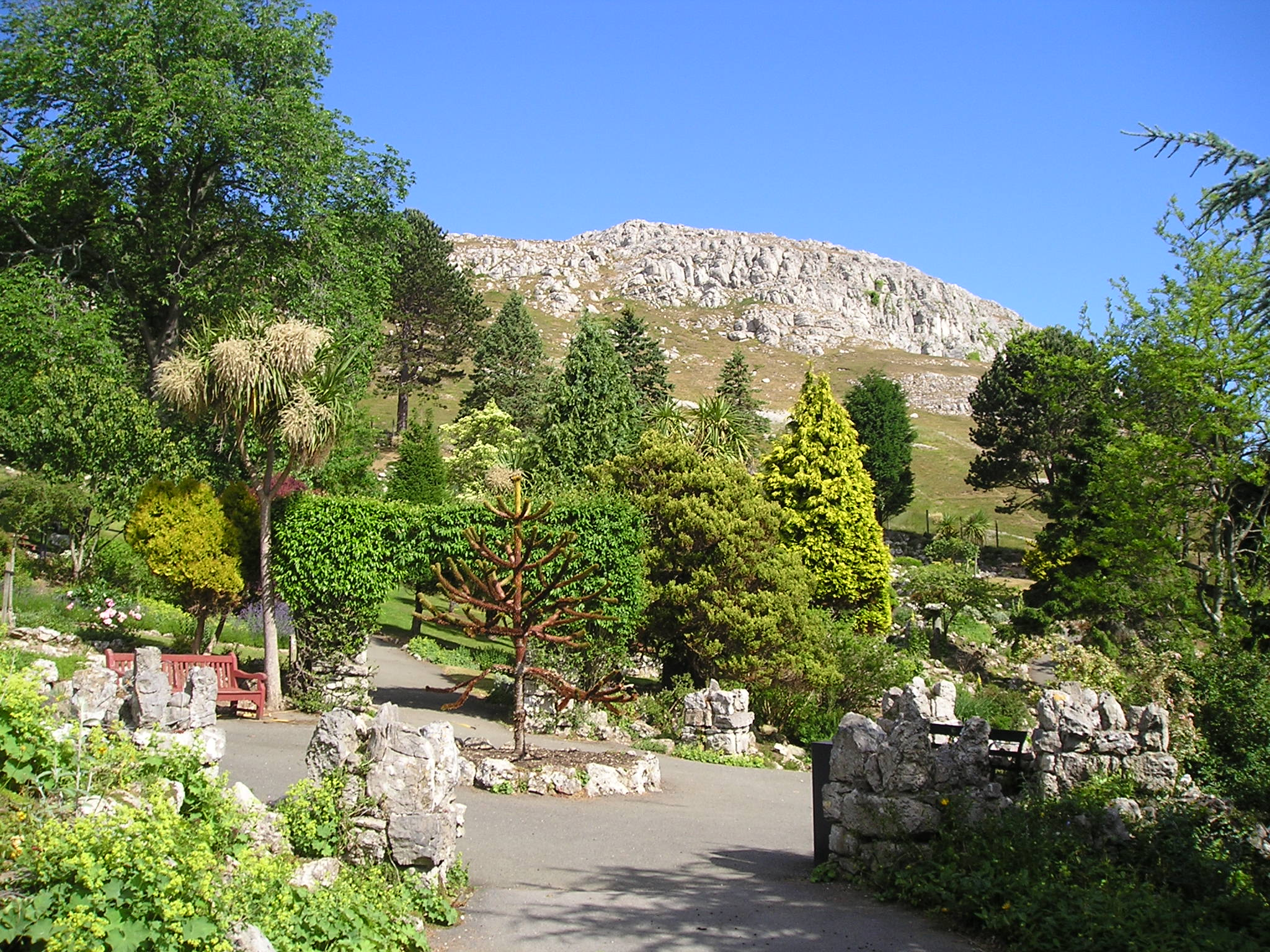
Jardins paisagísticos em Happy Valley

Partes do Great Orme são gerenciadas como uma reserva natural pelo serviço rural do condado de Conwy. A área de 2 milhas (3,2 km) de comprimento por 1 milha (1,6 km) de largura, têm várias denominações "protetoras" como: Zona Especial de Conservação, Patrimônio Costa, Country Park, e Local Especial de Interesse Científico. A autoridade local oferece um serviço de patrulha no Great Orme. Existem inúmeras trilas para caminhar até o cume. Cerca de metade do Great Orme está em uso como terras agrícolas, principalmente para o pasto das ovelhas. Em 2015, o National Trust comprou a soma de 140 hectares do parque fazenda por 1 milhão de Libras.
O cabo é também o lar de cerca de 200 cabras-de-caxemira. O rebanho, que tem percorrido o Orme desde meados do século XIX, é descendente de um par de cabras que foram apresentados pelo Xá da Pérsia à Rainha Vitória pouco depois de sua coroação, em 1837. O número de cabras é controlado por contracepção artificial; a ação foi tomada pois as cabras estavam saindo do Orme em busca de recursos, em jardins e propriedades.
A geologia do Great Orme é massivamente uma península dolomita de calcário; a superfície é particularmente conhecida pelos seus pavimentos de calcário, abrangendo várias áreas do cabo. Estima-se que a mina de cobre do Great Orme produziu, na Idade do Bronze, cobre suficiente para fazer cerca de 2.000 toneladas de bronze.

### Citações
1. ↑  J. E. Caerwyn Williams (ed.
2. ↑  «BBC Cymru Wales history website»
3. ↑  Great Orme Warden Service Arquivado em 2012-11-24 no UK Government Web Archive.
4. ↑  «Cópia arquivada». Consultado em 13 de dezembro de 2016. Arquivado do original em 8 de setembro de 2010
5. ↑  Rollinson, E. 2013.
6. ↑  Oliver, N. 2012.